# Tomentgaurotes
Tomentgaurotes är ett släkte av skalbaggar. Tomentgaurotes ingår i familjen långhorningar.
Kladogram enligt Catalogue of Life:
| Tomentgaurotes | \| \| Tomentgaurotes batesi \| \| \| \| \| \| Tomentgaurotes maculosus \| \| \| \| \| \| Tomentgaurotes multiguttatus \| \| \| \| \| \| Tomentgaurotes ochropus \| \| \| \| \| \| Tomentgaurotes plumbea \| \| \| \| |
|                | \| \| Tomentgaurotes batesi \| \| \| \| \| \| Tomentgaurotes maculosus \| \| \| \| \| \| Tomentgaurotes multiguttatus \| \| \| \| \| \| Tomentgaurotes ochropus \| \| \| \| \| \| Tomentgaurotes plumbea \| \| \| \| |
|                | Tomentgaurotes batesi |
|                | |
|                | Tomentgaurotes maculosus |
|                | |
|                | Tomentgaurotes multiguttatus |
|                | |
|                | Tomentgaurotes ochropus |
|                | |
|                | Tomentgaurotes plumbea |
|                | |